# Meir Porush
Pour les articles homonymes, voir Porush.
Meir Porush (en hébreu : מאיר פרוש), né le 15 juin 1955 à Jérusalem, est un rabbin et homme politique israélien, membre de la coalition Judaïsme unifié de la Torah. Il est membre de Knesset sous plusieurs législatures.
Il est ministre délégué à l'Éducation de 2015 à 2021, et est nommé ministre des Affaires de Jérusalem et de la Tradition juive en décembre 2022.

## Biographie
Meir Porush est né à Jérusalem en 1955, son père le rabbin Menachem Porush (1916-2010) est membre de la Knesset. Meir Porush est éduqué dans une yeshiva. Il travaille ensuite pour la commune de Jérusalem.
Meir Porush est élu à la Knesset en 1996, il travaille au ministère du Logement durant le gouvernement de Benyamin Netanyahu. Il est élu en 1999 et travaille au ministère du logement et de la construction durant le gouvernement d'Ariel Sharon. Il conservé son siège aux élections de 2003 et de 2006, mais n'a pas servi dans le cabinet depuis 2003. En 2005, il suscite une controverse en disant que le Premier ministre Ariel Sharon lui a rappelé Benito Mussolini. Il a également appelé Israël à renoncer à ses armes nucléaires.
Porush est candidat à la mairie de Jérusalem en 2008, mais perd l'élection face au laïc Nir Barkat. Il conserve son siège de député aux élections de 2009, et est nommé au ministère de l'Éducation. Toutefois, il en démissionne le 6 février 2011 dans le cadre d'un accord de rotation du siège.
Élu à la 20e Knesset en mars 2015, il doit laisser sa place à Ya'akov Asher en mai 2016 en raison d'un accord au sein de la coalition Judaïsme unifié de la Torah.
Porush vit à Jérusalem avec sa femme et ses douze enfants.